# Marco (película)
Marco (también conocida como Marco, la verdad inventada) es una película española de drama biográfico de 2024, dirigida por Jon Garaño y Aitor Arregi, quienes coescribieron el guion junto a Jorge Gil Munarriz y José Mari Goenaga. Está protagonizada por Eduard Fernández. Se estrenó en el Festival Internacional de Cine de Venecia de 2024 el 30 de agosto de 2024, y luego se estrenó en cines españoles el 8 de noviembre de 2024, con distribución de BTeam Pictures.

## Trama
La película cuenta la historia de Enric Marco (Eduard Fernández), un hombre que durante años fue capaz de mantener, ante la opinión pública y su propia familia, una mentira difícil de imaginar: que había sido prisionero en un campo de concentración nazi. Carismático y convincente, Marco ascendió a la presidencia de la Asociación Española de Víctimas del Holocausto, donde se convirtió en una figura destacada y admirada por su supuesta valentía y sufrimiento. Hasta que un día un historiador, Benito Bermejo (Chani Martín), descubre que su relato es completamente falso.

## Reparto
- Eduard Fernández como Enric Marco
- Nathalie Poza como Laura
- Chani Martín como Benito Bermejo

## Producción
La idea original de Marco nació en 2006, cuando los directores del proyecto, Jon Garaño y Aitor Arregi, estaban trabajando en un documental sobre el falso superviviente del Holocausto Enric Marco, pero luego descubrieron que Marco ya estaba desarrollando otro documental sobre su figura con otra productora, Ich bin Enric Marco. En 2011, Garaño y Arregi retomaron el proyecto, el cual fue reformulado como una docuficción, y grabaron 15 horas de entrevistas con Marco; sin embargo, el proyecto volvió a caer cuando Marco les contó a Garaño y Arregi que ya estaba hablando con Javier Cercas, quien por entonces estaba escribiendo su libro El impostor, y les citó con el autor en Barcelona, sólo para que el dúo de cineastas descubra que Cercas desconocía la existencia del dúo. Para 2013, Garaño y Arregi decidieron simplemente reconvertir de nuevo el proyecto en una película completamente de ficción sin Marco.
La primera noticia del proyecto nació en 2023, cuando se anunció que Garaño, Arregi y José Mari Goenaga estaban desarrollando el largometraje, titulado Marco, junto a Atresmedia Cine. El rodaje de la película comenzó a finales de octubre de 2023, con Eduard Fernández de protagonista encarnando a Marco. El principio del rodaje se realizó en el campo de concentración de Flossenbürg en Alemania, para después ser trasladado a Barcelona y Euskadi.
El presupuesto total de Marco fue de cuatro millones de euros, incluyendo un millón de euros procedente de las ayudas generales del ICAA.

## Lanzamiento y marketing
En julio de 2024, BTeam Pictures lanzó el teaser tráiler de Marco y confirmó su estreno en cines españoles para el 8 de noviembre de 2024. Poco después, se anunció que la película tendría su estreno mundial en el Festival Internacional de Cine de Venecia de 2024 el 30 de agosto de 2024. En agosto de 2024, se anunció que la película tendría su estreno en España en septiembre de 2024 en el Festival Internacional de Cine de San Sebastián, en la sección de Perlak. En octubre de 2024, BTeam sacó el tráiler final de la película.

## Premios
| Premio        | Dïa de la ceremonia  | Categoría                                   | Destinatarios                                                    | Resultado | Ref.          |
| ------------- | -------------------- | ------------------------------------------- | ---------------------------------------------------------------- | --------- | ------------- |
| Premios Feroz | 25 de enero de 2025  | Mejor actor protagonista                    | Eduard Fernández                                                 | Ganador   | [ 16 ]        |
| Premios Feroz | 25 de enero de 2025  | Mejor tráiler                               | Omar Bermúdez y Carlos Berot                                     | Nominados | [ 16 ]        |
| Medallas CEC  | 3 de febrero de 2025 | Mejor actor                                 | Eduard Fernández                                                 | Ganador   | [ 17 ] [ 18 ] |
| Medallas CEC  | 3 de febrero de 2025 | Mejor montaje                               | Maialen Sarasua Oliden                                           | Nominada  | [ 17 ] [ 18 ] |
| Premios Goya  | 8 de febrero de 2025 | Mejor dirección                             | Aitor Arregi y Jon Garaño                                        | Nominados | [ 19 ]        |
| Premios Goya  | 8 de febrero de 2025 | Mejor interpretación masculina protagonista | Eduard Fernández                                                 | Ganador   | [ 19 ]        |
| Premios Goya  | 8 de febrero de 2025 | Mejor guion original                        | Aitor Arregi, Jon Garaño, Jorge Gil Munarriz y Jose Mari Goenaga | Nominados | [ 19 ]        |
| Premios Goya  | 8 de febrero de 2025 | Mejor maquillaje y peluquería               | Marco                                                            | Ganador   | [ 19 ]        |
| Premios Goya  | 8 de febrero de 2025 | Mejores efectos especiales                  | Marco                                                            | Nominada  | [ 19 ]        |